# کرنلیوس ای. اسمیت
کرنلیوس ای. اسمیت (انگلیسی: Cornelius A. Smith، زادهٔ ۷ آوریل ۱۹۳۷) یک سیاست‌مدار اهل باهاما است که از ۲۸ ژوئن ۲۰۱۹ تا ۳۱ اوت ۲۰۲۳ به عنوان فرماندار کل باهاما خدمت می‌کرد.